# 深棕絲隆頭魚
深棕絲隆頭魚（學名：Cirrhilabrus brunneus），又稱深棕絲鰭鸚鯛，為輻鰭魚綱鱸形目隆頭魚亞目隆頭魚科的其中一種，分布於印尼海域，棲息深度可達40公尺，體長可達4.4公分，棲息在珊瑚礁區，生活習性不明。

## 擴展閱讀
維基物種上的相關：深棕絲隆頭魚